# Turquality
 (octobre 2012).
Si vous disposez d'ouvrages ou d'articles de référence ou si vous connaissez des sites web de qualité traitant du thème abordé ici, merci de compléter l'article en donnant les références utiles à sa vérifiabilité et en les liant à la section « Notes et références ».
En 2003, la Turquie met en place le projet Turquality. Ce projet a pour objectif de renforcer l'image des marques turques afin qu'elles s'internationalisent et augmentent leur pénétration à l'exportation. La mention "Turquality" a également pour objectif d'encourager les entreprises à produire des biens à forte valeur ajoutée.